# Bay Ridge Avenue
Bay Ridge Avenue – stacja metra nowojorskiego, na linii R. Znajduje się w dzielnicy Brooklyn, w Nowym Jorku i zlokalizowana jest pomiędzy stacjami 59th Street i 77th Street. Została otwarta 13 września 1915.